# Het goud van Al-Qaeda
Het goud van Al-Qaeda is een spionageroman van auteur Gérard de Villiers en het 151e deel uit de S.A.S.-reeks met als protagonist de Oostenrijkse prins en freelance CIA-agent Malko Linge.

De ligging van de Verenigde Arabische Emiraten in het Midden-Oosten.

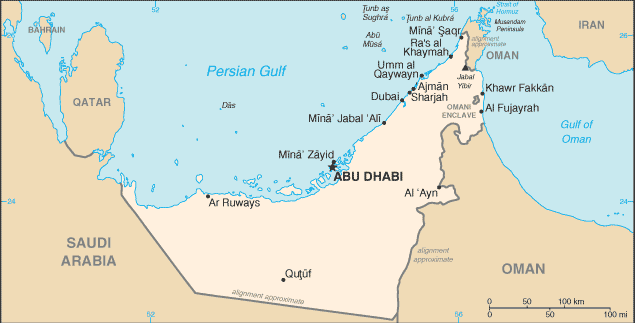
Het emiraat Dubai in de Verenigde Arabische Emiraten.

## Het verhaal
Maandenlang wordt het goud van de voormalige Afghaanse centrale bank door leden van de islamitische terreurgroep Al Qaida via diverse kanalen gesmokkeld van Afghanistan via Pakistan naar Dubai. De CIA vertrouwt het niet. Waarom verplaatst Al Qaida het gestolen goud naar Dubai en waarvoor? Ter financiering van een nieuwe aanslag? Malko neemt het op tegen een organisatie die in 2001 in staat bleek te zijn om meerdere vliegtuigen te kapen en deze te laten crashen in Amerikaanse gebouwen. Hij wordt terzijde gestaan door de gorilla's van de CIA, Chris Jones en Milton Brabeck.

## Personages
- Malko Linge, een Oostenrijkse prins en CIA-agent;
- Chris Jones, een CIA-agent en collega van Brabeck;
- Milton Brabeck, een CIA-agent en collega van Jones;
- Elko Krisantem, de bediende en huismeester van Malko en voormalig Turks huurmoordenaar;
- Richard Manson, de eindverantwoordelijk leidinggevende van de CIA in Dubai;
- Greg Bautzer, het districtshoofd van de CIA in Islamabad, Pakistan;
- Abdul Zyad, een Indiase moslim, eigenaar van juwelierswinkels en handelaar en exporteur van goud in Dubai;
- Touria Zidani, een Marokkaanse verpleegster in het Amerikaanse ziekenhuis in Dubai;
- Ilona Strogov, een Russische prostituee uit Volgograd;
- Aziz Ghailani, een Pakistaans goudsmokkelaar;
- Victor Bout, een Russisch wapenhandelaar en voormalig KGB-majoor;
- Feriel Shalin, een Filipijnse schone en vooraanstaand lid van Al Qaida.

## Waargebeurde feiten
Het fictieve verhaal is gebaseerd op de smokkel van de geroofde goudvoorraad van de centrale bank van Afghanistan door Al Qaida naar Dubai. Verder wordt in het verhaal gerefereerd aan de ziekenhuisopname van Osama bin Laden in 2001 in het Amerikaanse ziekenhuis in Dubai en waar hij heeft gesproken met een CIA-agent. De CIA heeft Osama Bin Laden echter niet opgepakt omdat deze op uitnodiging van de emir van Dubai Maktum III bin Rashid Al Maktum in Dubai verbleef.
Ook de beruchte wapensmokkelaar Viktor Boet (Franse spelling Viktor Bout) wordt genoemd en zijn smokkelimperium vanuit Dubai runde. Boet werd op 6 maart 2008 in Thailand gearresteerd door de Amerikaanse DEA.